# Francesco Mancini (pittore 1830-1905)

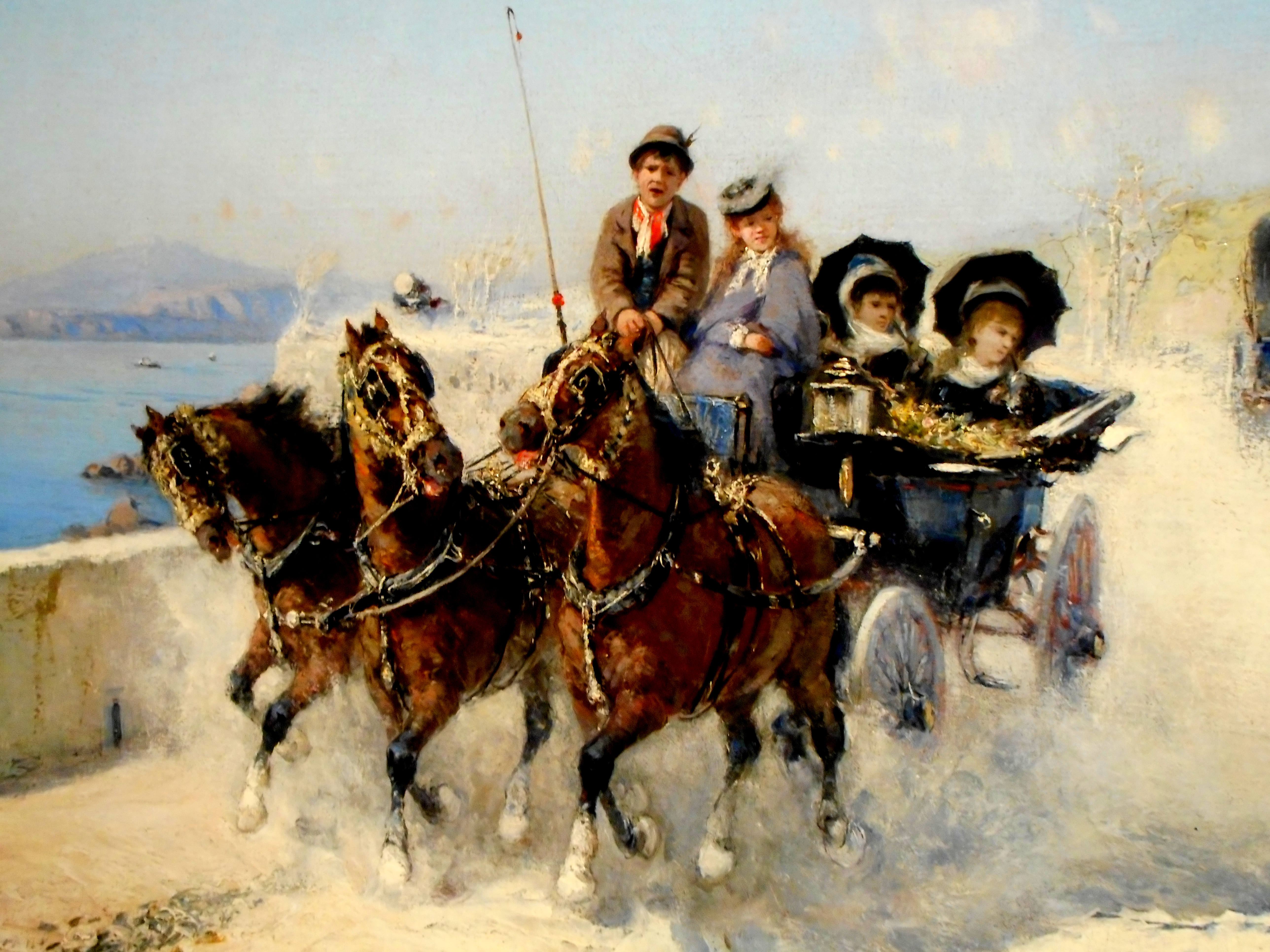
Francesco Mancini, Strada da Torre Annunziata a Pompei, 1874 circa, part.

Francesco Mancini (Napoli, 19 gennaio 1830 – Napoli, 24 luglio 1905) è stato un pittore italiano.

## Biografia
Francesco Mancini - noto anche come Francesco Lord Mancini - nel 1844, a quattordici anni, s'iscrive al Reale Istituto di Belle Arti di Napoli, nella classe di disegno e dal 1846 in quella di paesaggio, sotto la guida del pittore Gabriele Smargiassi.
Presenta alla Esposizione borbonica del 1851 Studio di paesaggio dalla Villa Gallo a Capodimonte; a quella del 1855 Paesaggio con sassi, figure e armenti e Crociati che tagliano legna in un bosco per costruire macchine da guerra; a quella del 1859 il dipinto Al guado (Napoli, Palazzo Reale). Con scene risorgimentali partecipa all'Esposizione nazionale di Firenze del 1861. Vi espone: Episodio del 1º ottobre 1860 sulle pianure di Capua, Riposo di Garibaldi e Garibaldini nelle foreste di Calabria. Questa produzione pittorica, legata a vicende dell'Unità nazionale, rappresenta una parentesi nella sua attività artistica. I suoi dipinti Avamposto di garibaldini e Bersaglieri in azione sono oggi conservati al Comune di Napoli.

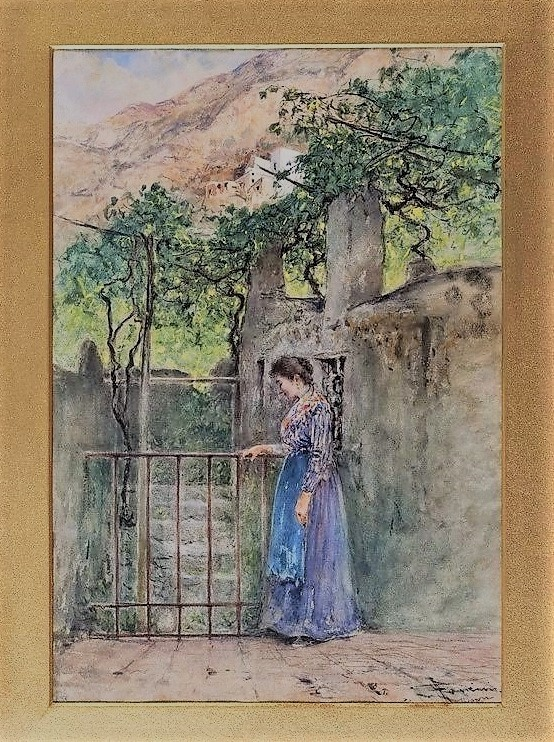
Francesco Lord Mancini, Capri, acquarello su carta, probabile ritratto di Rosina Ferrara

Su Francesco Mancini ha scritto Isabella Valente:
La tela Garibaldi alla battaglia del Volturno presenta punti di contatto con La carica dei carabinieri a Pastrengo di Sebastiano De Albertis.
Allo scadere degli anni Cinquanta Francesco Mancini ha abbandonato i temi accademici, per dedicarsi alla pittura dal vero. Frequenta lo studio di Filippo Palizzi che lo invita ad un rapporto più diretto e stretto con la natura e lo spinge ad attingere direttamente dal vero, dipingendo all'aria aperta. Intorno al 1858 inizia così una serie di viaggi nei dintorni di Napoli, in Puglia, in Calabria e in Abruzzo, alla ricerca di nuovi paesaggi da dipingere, con puntiglio sui dettagli naturalistici, al fine di rendere più percettibile la visione del reale. Entra a contatto con il gruppo di pittori che si identificano nella Scuola di Resìna, conosciuta anche come la Repubblica di Portici.
Dal 1862 è presente alle mostre organizzate dalla Società Promotrice di Napoli. Vi espone, nel 1864, La malata delle Maremme e altre opere di carattere sociale, come Lavoratori e Dopo il lavoro: temi che lo avvicinano alla sensibilità sociale di alcuni macchiaioli. Dipinge anche Emigrazione (1873) e Strada ferrata (1877).

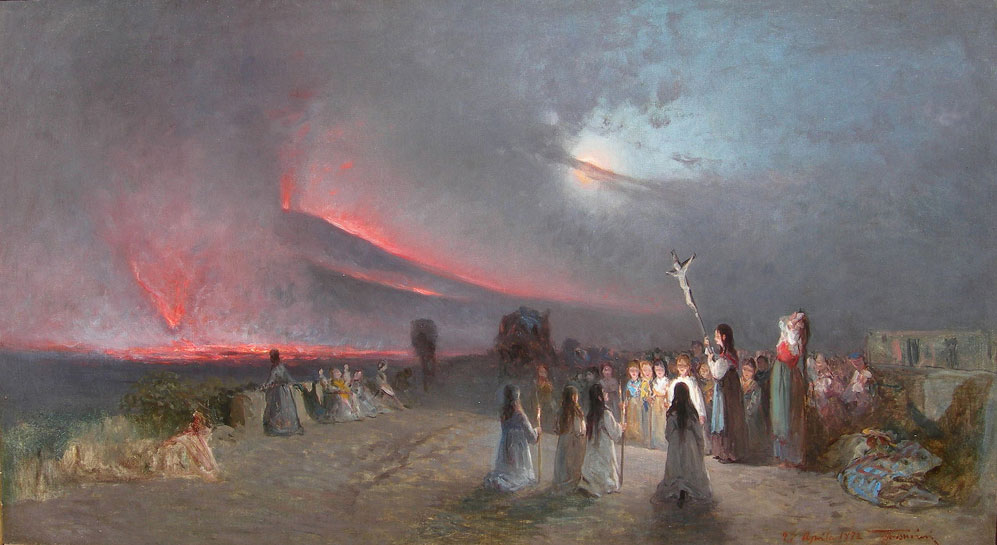
Francesco Mancini, Pioggia di cenere durante l'eruzione del Vesuvio del 27 aprile 1872

Nel 1877 il suo dipinto La rupe è presentato all'Esposizione Nazionale di Napoli ed è acquistato dal re Umberto I.
È ormai un protagonista della vita culturale napoletana e dal 1862 è socio della locale Società Promotrice di Belle Arti, alle cui manifestazioni è costantemente presente. Dal 1877 è professore onorario, per la pittura, all'Accademia di belle arti di Napoli e nel 1888 è uno dei fondatori del Circolo Artistico Napoletano. Partecipa alle Esposizioni nazionali di Torino del 1880 e del 1884 e a quella di Milano del 1881 con l'opera Nel bosco.
Mancini presenta sue opere anche a Venezia, Roma e Milano e, all'estero, a Parigi, a Vienna e a Monaco di Baviera.
In questi anni della maturità, interpretando la scuola di Palizzi e contemporaneamente su suggestione dell'opera di Giuseppe De Nittis, rappresenta i momenti piacevoli e gli svaghi mondani dell'alta società: corse allegre su strade polverose con carrozze tirate da focosi cavalli, passeggiate nei parchi in carrozza, giovani ed eleganti amazzoni, caccia alla volpe nelle campagne inglesi. Ai paesaggi ispirati ai luoghi e ai costumi dell'Italia meridionale, alle marine con stabilimenti balneari edificati su palafitte lungo spiagge napoletane, ha così affiancato scene di vita cittadina, realizzate durante i soggiorni a Parigi e a Londra e che sono particolarmente apprezzate, anche oggi, dai collezionisti.
Dopo i soggiorni londinesi ottiene il soprannome di Lord, per la sua eleganza - quasi inglese - e anche per distinguerlo dall'omonimo pittore sei-settecentesco Francesco Mancini. Nel 1888 organizza una mostra personale.

### Altre opere
- Eruzione del 27 aprile 1872, olio su tela
- Ritorno da Montevergine, 1903, olio su tela, 84,5x145 cm
- In riva al fiume, olio su tela, 50x87 cm
- Viale con figure a passeggio, 22x41 cm
- Casa del Tintoretto, acquarello, 55x18,2 cm, 1887, Galleria dell'Accademia (Napoli)[6]
- Positano, olio su tela, 95x59 cm, Galleria dell'Accademia (Napoli)
- La stanza della caccia a Pompei (Napoli, Amministrazione Comunale)
- Carica della cavalleria, (Napoli, Amministrazione Comunale)
- Trottoir in via Caracciolo
- Cavalli all'abbeveratoio, (Avellino, Amministrazione Provinciale)